# 島根県道308号野地鎌手停車場線
島根県道308号野地鎌手停車場線（しまねけんどう308ごう のじかまてていしゃじょうせん）は、島根県益田市を通る一般県道である。

## 概要
益田市下種町から益田市西平原町に至る。

### 路線データ
- 起点：益田市下種町（島根県道171号益田種三隅線交点）
- 終点：益田市西平原町（鎌手駅前交差点、国道9号交点）

## 歴史
- 1958年（昭和33年）6月13日 - 島根県告示第525号により認定される。
- 1972年（昭和47年）頃[いつ?] - 現行の県道番号に変更される。

## 地理

### 通過する自治体
- 益田市

### 交差する道路
| 交差する道路              | 交差する場所 | 交差する場所          |
| ------------------------- | ------------ | --------------------- |
| 島根県道171号益田種三隅線 | 下種町       | 起点                  |
| 国道9号                   | 西平原町     | 鎌手駅前交差点 / 終点 |

### 沿線
- JR西日本山陰本線 鎌手駅
- 益田市立鎌手小学校